# 19 Batalion Straży Granicznej
19 Batalion Straży Granicznej – jednostka organizacyjna Straży Granicznej w II Rzeczypospolitej.

## Formowanie i zmiany organizacyjne
Wykonując postanowienia uchwały Rady Ministrów z 23 maja 1922 roku, Minister Spraw Wewnętrznych rozkazem z 9 listopada 1922 roku zmienił nazwę „Bataliony Celne” na „Straż Graniczną”. Wprowadził jednocześnie w formacji nową organizację wewnętrzną. 19 batalion celny przemianowany został na 19 batalion Straży Granicznej.
19 batalion Straży Granicznej funkcjonował w strukturze Komendy Powiatowej Straży Granicznej w Sarnach, a jego dowództwo stacjonowało w Ozdamiczach.. W skład batalionu wchodziły cztery kompanie strzeleckie oraz jedna kompania karabinów maszynowych w liczbie 3 plutonów po 2 karabiny maszynowe na pluton. Dowódca batalionu posiadał uprawnienia dyscyplinarne dowódcy pułku. Cały skład osobowy batalionu obejmował etatowo 614 żołnierzy, w tym 14 oficerów.
W 1923 roku batalion przekazał swój odcinek oddziałom Policji Państwowej i został rozwiązany.

## Służba graniczna
Do Ozdamicz 19 baon celny przybył 29 września i rozpoczął obejmowanie odcinka granicznego. Dowódca batalionu prosił Główną Komendę SG o pozostawienie sztabu batalionu w Ozdomiczach w związku z dogodniejszą komunikacje i łączność z pododdziałami.
Wykonując rozkaz Głównej Komendy Straży Granicznej nr 27 z 21 października 1922, w dniu 3 listopada komenda 19 batalionu SG została przeniesiona z Korotycz do Ozdamicz. Z taką też datą wykonanie rozkazu zameldował komendant batalionu kpt. Sturomski. Prawdopodobnie sztab batalionu nigdy w Korotyczch nie stacjonował. 
Na podstawie rozkazu Komendy Wojewódzkiej SG w Łachwie, 15 kwietnia 1923 19 batalion SG przekazał 24 baonowi SG odcinek graniczny od m. Chutor Abatirz – nr słupa 47, do rejonu placówki Muśnia – nr słupa 84. Przekazaniu podlegały placówki w Lisiczynie, Kupielu i Budkach Sobieczyńskich.

## Komendanci batalionu
- p.o. kpt. Aleksander Sturomski (IX 1922[12] – )

## Struktura organizacyjna i rozmieszczenie
| Ordre de Bataille 19 batalionu Straży Granicznej w Ozdamiczach w styczniu 1923 | Ordre de Bataille 19 batalionu Straży Granicznej w Ozdamiczach w styczniu 1923 | Ordre de Bataille 19 batalionu Straży Granicznej w Ozdamiczach w styczniu 1923 | Ordre de Bataille 19 batalionu Straży Granicznej w Ozdamiczach w styczniu 1923 | Ordre de Bataille 19 batalionu Straży Granicznej w Ozdamiczach w styczniu 1923 | Ordre de Bataille 19 batalionu Straży Granicznej w Ozdamiczach w styczniu 1923 |
| ------------------------------------------------------------------------------ | ------------------------------------------------------------------------------ | ------------------------------------------------------------------------------ | ------------------------------------------------------------------------------ | ------------------------------------------------------------------------------ | ------------------------------------------------------------------------------ |
| kompanie                                                                       | 1. Kołki                                                                       | 2. Maleszewo                                                                   | 3. Wojtkowicze                                                                 | 4. Lutki                                                                       | k ckm Tereblicze                                                               |